# Jason Robinson
Pour les articles homonymes, voir Robinson.

a Compétitions nationales et continentales officielles uniquement.

b Matchs officiels uniquement.
Dernière mise à jour le 1er avril 2010.
Jason Thorpe Robinson, né le 30 juillet 1974 à Leeds (Angleterre), est un joueur international britannique de rugby à XIII avant d'être international anglais de rugby à XV. Il commence sa carrière au rugby à XIII au sein des Wigan Warriors avec lesquels il remporte de nombreux titres. Il se tourne vers le rugby à XV en 2000 et rejoint les Sale Sharks au poste d'arrière ou d'ailier.
Jason Robinson participe à une Coupe du monde à XIII, avec un titre de vice-champion du monde 1995. Il remporte également un tournoi, la Coupe d'Europe des nations en 1996. Puis il connaît aussi une carrière exceptionnelle à XV. Il est sélectionné avec les Lions lors des tournées en 2001 en Australie et en 2005 en Nouvelle-Zélande. Il gagne le Grand Chelem dans le Tournoi des Six Nations 2003 avec l'équipe d'Angleterre de rugby à XV et devient champion du monde en 2003. Il remporte des titres également avec Sale.
Petit joueur mais tonique et rapide, il est aussi à l'aise au poste d'arrière ou d'ailier, où il peut relancer, jouer des un contre un en attaque.

## Repères biographiques
Jason Robinson naît le 30 juillet 1974 à Leeds dans un quartier défavorisé, d'un père d'origine jamaïcaine William Thorpe, qui quitte sa mère avant sa naissance et qu'il ne connaît pas, et d'une mère d'origine écossaise. C'est un enfant métis dans une famille blanche; sa mère vit avec un compagnon qui la maltraite. Il a deux demi-frères.
Jason Robinson est alcoolique à 19 ans, avant de se convertir au christianisme au contact du Samoan de Wigan Va'aiga Tuigamala; il trouve dans la religion le courage d'abandonner la boisson et de fonder une famille. Il a cinq enfants avec sa femme Amanda Whitehill, ancienne étudiante en photographie qu'il rencontre quand elle travaille dans une boutique pour hommes, plus un enfant plus âgé né d'une première liaison précoce. Il est en contact régulier avec son premier enfant. En septembre 2006, ses enfants ont 12 ans, 11, 6, 3 et 1 an. Ils sont éduqués à la maison,. Il met fin prématurément à sa carrière internationale à deux reprises pour consacrer davantage de temps à sa famille,. Son fils ainé, Lewis Tierney, est un joueur de rugby à XIII qui a notamment remporté la Super League en 2016 avec les Warriors de Wigan.

## Carrière sportive

### Rugby à XIII
Originaire de Leeds, il commence par le rugby à XIII et joue avec le club amateur de Hunslet Parkside avant de rejoindre à l'âge de dix-sept ans le club des Wigan Warriors avec le statut de joueur professionnel. C'est un demi de mêlée que l'encadrement de Wigan repositionne en ailier. Jason Robinson côtoie des joueurs internationaux comme Martin Offiah, Frano Botica, Andy Farrell avec lesquels il remporte de nombreux titres. Ainsi, Wigan s'impose-t-il huit fois consécutivement en Coupe d'Angleterre de 1988 à 1995. Et le jeune joueur de Leeds s'impose en Coupe dans les quatre dernières éditions. Il est désigné meilleur jeune joueur de l'année 1993 et il connaît à ce moment-là ses premières sélections avec l'équipe de Grande-Bretagne de rugby à XIII. Il manque la finale de Coupe de 1994, Va'aiga Tuigamala lui est préféré. Il est l'homme du match de l'édition de 1995 (Lance Todd Trophy), il inscrit deux essais ce jour-là. En 1996, le club de Salford met fin à la série de quarante-trois victoires consécutives en Coupe de Wigan en s'imposant 26-16.
Lors de la Coupe du monde de rugby à XIII 1995, l'Angleterre bat 20-16 l'Australie en phase de poule avec un essai inscrit par l'ailier natif de Leeds. Après une victoire 46-0 sur les Fidji avec deux nouvelles réalisations de l'ailier de Wigan, Jason Robinson et les Anglais se qualifient pour les demi-finales, battent les Gallois avant de retrouver les Australiens en finale. Ils s'inclinent 8-16, Jason Robinson dispute la finale aux côtés de Martin Offiah et de Denis Betts. Il inscrit trois essais (douze points) en quatre rencontres disputées.
En 1995-1996, le club de Bath remporte la Coupe d'Angleterre de rugby à XV et le Championnat d'Angleterre de rugby à XV 1995-1996. Ce n'est pas son premier succès, l'idée d'un défi entre champions de chaque rugby germe et Bath affronte le club de Jason Robinson dans les deux styles: une fois le 8 mai 1996 avec les règles à XIII et une revanche le 25 mai 1996 avec les règles à XV. Le résultat est une défaite 82-6 de Bath avec les règles de code à XIII,, et une victoire 44-19 en rugby à XV.
Le rugby à XV se professionnalise en 1995. Le rugby à XIII se transforme dans le cadre de la création d'une Super League mondiale de rugby à XIII. Le championnat traditionnellement hivernal devient estival. Jason Robinson peut donc faire un intérim à XV et joue pendant trois mois avec Bath en 1996. Il participe à l'entrée du club en Coupe d'Europe de rugby à XV lors de la saison 1996-1997, disputant les cinq matchs avec une élimination au stade des quarts de finale.
Il retourne vite au rugby à XIII et intègre la formation de l'équipe de Grande-Bretagne de rugby à XIII de nouveau opérationnelle à compter de 1997 pour des rencontres contre l'Australie et la Nouvelle-Zélande. Lors des six rencontres qu'il dispute en 1997-1998, il inscrit un essai par match. C'est un record.
Les Wigan Warriors perdent leur hégémonie, sont « seulement » finalistes de la première édition de la Super League en 1996. Ils attendent 1998 pour vaincre avec un essai de soliste de Jason Robinson en finale.
Il change de code pour le rugby à XV en 2000. Il a 26 ans et a disputé 284 matchs pour Wigan et 18 pour l'équipe nationale,, inscrit 184 essais. Il choisit le club de Sale pour des raisons familiales, Sale est dans la banlieue de Manchester, dans le voisinage de Leeds et Wigan. Il n'a pas besoin de déménager et de reloger sa famille; il s'entend avec Brian Kennedy, le propriétaire de Sale. Il joue le premier match avec Sale le 5 novembre 2000 contre Coventry.

### Premières saisons en rugby à XV (2001-2002)
La saison de Super League se terminant au mois d'octobre, Robinson manque le début de la saison avec Sale qui démarre mi-août avec le championnat. Il manque également la phase de poule du challenge européen. Le natif de Leeds fait ses débuts avec les Sharks le 5 novembre 2000 à l'occasion du match contre Coventry comptant pour le quatrième tour de la coupe d'Angleterre. Sale se qualifie facilement 44-19 et l'ailier anglais marque son premier essai pour son nouveau club. Même si le joueur s'adapte bien au nouveau code et s'intègre bien dans son nouvel environnement, la suite de la saison en club n'est pas très bonne. En effet, Sale ne termine que dixième du championnat et est éliminé en demi-finale de la coupe, battu 37-25 par Newcastle, le futur vainqueur de l'épreuve. Néanmoins, le bilan personnel de Robinson est prometteur : il marque neuf essais en dix-huit matchs disputés lors de cette première saison. Ses bonnes performances sont appréciées par Clive Woodward, le sélectionneur anglais, qui fait appel à lui en équipe nationale pour affronter l'Italie le 17 février 2001 dans le cadre du Tournoi des Six Nations. Il entre sur le terrain à la cinquantième minute de la rencontre en remplacement de Ben Cohen. Il est reconduit sur le banc pour les deux matchs suivants contre la France et l'Écosse. L'Angleterre remporte tous les matchs du tournoi, infligeant notamment à la France sa plus lourde défaite dans le tournoi avec un score de 48-19, si ce n'est celui contre l'Irlande qui est reporté en octobre à la suite d'une épizootie de fièvre aphteuse.
Entre-temps, Jason Robinson est retenu pour la tournée des Lions de juin en Australie, devenant le neuvième joueur à évoluer pour les Lions à la fois en rugby à XV et en rugby à XIII,. Il inscrit cinq essais pour son premier match avec les Lions contre une sélection régionale le 12 juin 2001. Il dispute ensuite le premier test match face à l'Australie que les Lions gagnent sur le score de 29 à 13. Robinson marque le premier essai de la rencontre effectuant un cadrage-débordement sur Chris Latham qui le prend de vitesse côté touche. Il joue également les deux autres test matchs, tous deux perdus, et marque un nouvel essai lors de la troisième rencontre,,. Au mois d'octobre, le natif de Leeds est titularisé pour le match du tournoi en retard joué à Lansdowne Road contre les Irlandais. Ces-derniers l'emporte 20-14,. L'Angleterre et l'Irlande se retrouvent donc avec le même nombre de victoires mais les Anglais obtiennent le gain du tournoi à la différence de points marqués.
La saison suivante, le joueur de Sale retrouve le groupe anglais pour jouer les matchs de novembre contre les Wallabies et les Springboks qui se concluent par deux victoires du XV de la Rose sur le score de 21-15 et 29-9. Puis Robinson prend part à la victoire record 134 à 0 infligée à la Roumanie, marquant quatre essais au cours du match. En février 2002, il est sélectionné pour disputer le Tournoi des Six Nations. Il est titulaire pour le match d'ouverture contre l'Écosse et marque deux des quatre essais anglais pour une victoire 29-3 à Murrayfield. Puis, il participe à la victoire du XV de la rose face à l'Irlande quinze jours plus tard. Lors du troisième match, il marque un nouvel essai mais l'Angleterre s'incline 15 à 20 contre la France au stade de France. Il ne dispute pas la rencontre contre le pays de Galles car il se blesse à la ceinture abdominale la semaine précédente en club. Il est rétabli pour le dernier match contre l'Italie et marque son quatrième essai dans le tournoi pour une victoire 45 à 9 à Rome. Malgré la victoire lors des deux derniers matchs, les Anglais terminent à la deuxième place derrière la France qui réalise le grand chelem.
Sa saison avec les Sale Sharks est très réussie tant sur le plan collectif que sur le plan individuel. Le club anglais réussit son meilleur parcours jamais réalisé dans le championnat avec une deuxième place en phase de poule. Sale dispute donc la phase de play-off. Après avoir éliminé les London Wasps en quart de finale, les Sharks sont battus par Gloucester en demi-finale. Sur la scène européenne, Sale remporte le challenge européen s'imposant 25-22 en finale contre le club gallois de Pontypridd. Si Robinson ne prend pas part aux matchs de la poule, il dispute les trois rencontres de la phase finale qui conduisent son club au titre. Le bilan personnel du joueur est à l'image de celui de son club. Avec neuf essai marqués en championnat, il est récompensé par deux trophées individuels : il est désigné joueur de l'année par la fédération anglaise et reçoit le PRA player of the year award de la part de ses pairs de la Professional Rugby players Association, le syndicat anglais des joueurs de rugby professionnels. En fin de saison, il ne joue pas le match contre l'Argentine à Buenos Aires au cours l'été 2002, mais il participe aux test matchs de novembre où le XV anglais bat les trois géants de l'hémisphère sud à Twickenham à une semaine d'intervalle : des victoires 31-28 contre les All Blacks,, 32-31 contre les Wallabies et 53-3 contre les Springboks. Cette belle série prometteuse à moins d'un an de la coupe du monde est un message fort envoyé à tous leurs adversaires.

### Grand chelem et coupe du monde (2003)

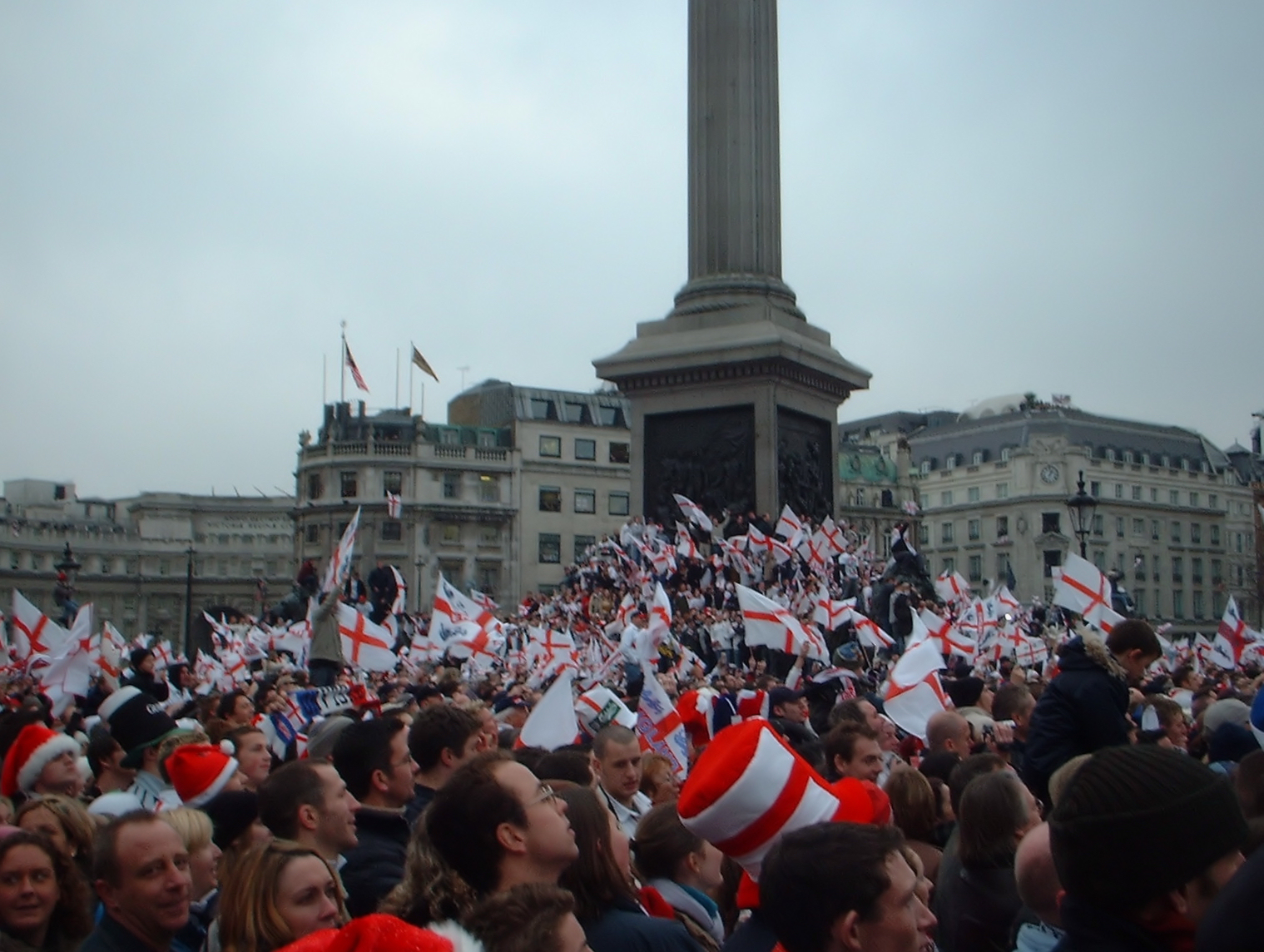
Célébrations à Trafalgar Square après la victoire de l'Angleterre en Coupe du monde.

Lors de la saison 2002-2003, Robinson retrouve la coupe d'Europe après sa première participation avec Bath en 1996-1997. Lors du premier match, Sale accueille CS Bourgoin-Jallieu. Après avoir marqué le premier essai de son équipe, l'arrière anglais est poussé par William Bonet alors que les deux joueurs courent côte à côte après la balle qui file vers l'en-but de Sale. Robinson réplique en poussant à son tour le talonneur français. Il reçoit un carton jaune et est temporairement expulsé pour ce geste. La suite de la rencontre tourne à l'avantage de Bourgoin qui l'emporte 24-18. Le club anglais perd ensuite quatre des cinq matchs suivant et termine à la dernière place de son groupe. Robinson marque un second essai lors de l'unique victoire de son club contre Glasgow. En championnat, Sale termine à la quatrième place du classement et manque de peu la qualification pour les play-off. Robinson termine la compétition avec un bilan de sept essais marqués en dix-neuf matchs.
En février, Jason Robinson est à nouveau sélectionné pour participer au Tournoi des Six Nations. Lors du match d'ouverture, l'Angleterre défait la France 25-17,, avec vingt points inscrits au pied par Jonny Wilkinson et un essai du natif de Leeds. La sélection anglaise gagne ensuite contre le pays de Galles et l'Italie mais Robinson, forfait sur blessure, manque le match contre les Italiens. Lors de la quatrième rencontre contre les Écossais, le joueur de Sale est positionné à l'aile. Il inscrit un doublé et prend un carton jaune pour un placage haut sur Kenny Logan. Dans le même temps, l'Irlande remporte elle aussi tous ses matchs, et, la rencontre entre les deux équipes à Lansdowne Road s'annonce donc décisive pour l'attribution du titre. L'Angleterre gagne largement 42 à 6,. Les Anglais remportent le tournoi et le grand chelem, le premier et le seul de sa carrière pour le joueur de Sale. Après le tournoi, Robinson participe à la tournée du XV de la rose dans l'hémisphère Sud en juin. L'équipe affronte la Nouvelle-Zélande le 14 juin dans de mauvaises conditions climatiques et gagne 15-13. Puis, le XV anglais gagne 25 à 14 contre l'Australie la semaine suivante, remportant un doublé historique. L'Angleterre effectue un dernier match de préparation avant la coupe du monde contre la France début septembre. Robinson et ses coéquipiers surclassent les Français en marquant cinq essais, dont un du joueur de Sale, pour une victoire 45 à 14.
Au mois d'octobre, l'Angleterre commence la Coupe du monde 2003 à Subiaco Oval et s'impose facilement 84-6 contre la Géorgie, Jason Robinson est ailier et inscrit un essai. Lors du second match de poule contre les Springboks, Wilkinson marque vingt des vingt-cinq points de l'équipe et Will Greenwood un essai pour une victoire 25 à 6. La troisième rencontre contre les Samoa est remportée difficilement 35-22. Enfin, l'Angleterre s'impose largement 111-13 contre l'Uruguay. Robinson, laissé au repos, rentre en fin de match et marque deux essais. L'équipe finit donc à la première place de la poule C et se qualifie pour la suite de la compétition. Lors des quarts de finale, le XV de la rose défait le pays de Galles au Suncorp Stadium sur le score de 28 à 17. En demi-finale, les Anglais retrouvent la France qu'ils battent 24 à 7 avec un Jonny Wilkinson auteur de tous les points de son équipe. Au cours du match, Robinson est victime d'un fauchage de la part de Christophe Dominici qui reçoit un carton jaune pour ce mauvais geste. Lors de la finale contre l'Australie, le natif de Leeds inscrit le seul essai anglais, et, alors que les deux équipes sont à égalité 17 partout lors de la prolongation, Jonny Wilkinson passe un drop du pied droit à 26 secondes de la fin du temps réglementaire, assurant la première victoire de l'Angleterre en Coupe du monde,. Bien que certains, comme David Campese, dénoncent un style de jeu anglais « ennuyeux », l'Angleterre et Jason Robinson décrochent la coupe Webb Ellis.

### Fin de carrière internationale, acte 1 (2004-2005)

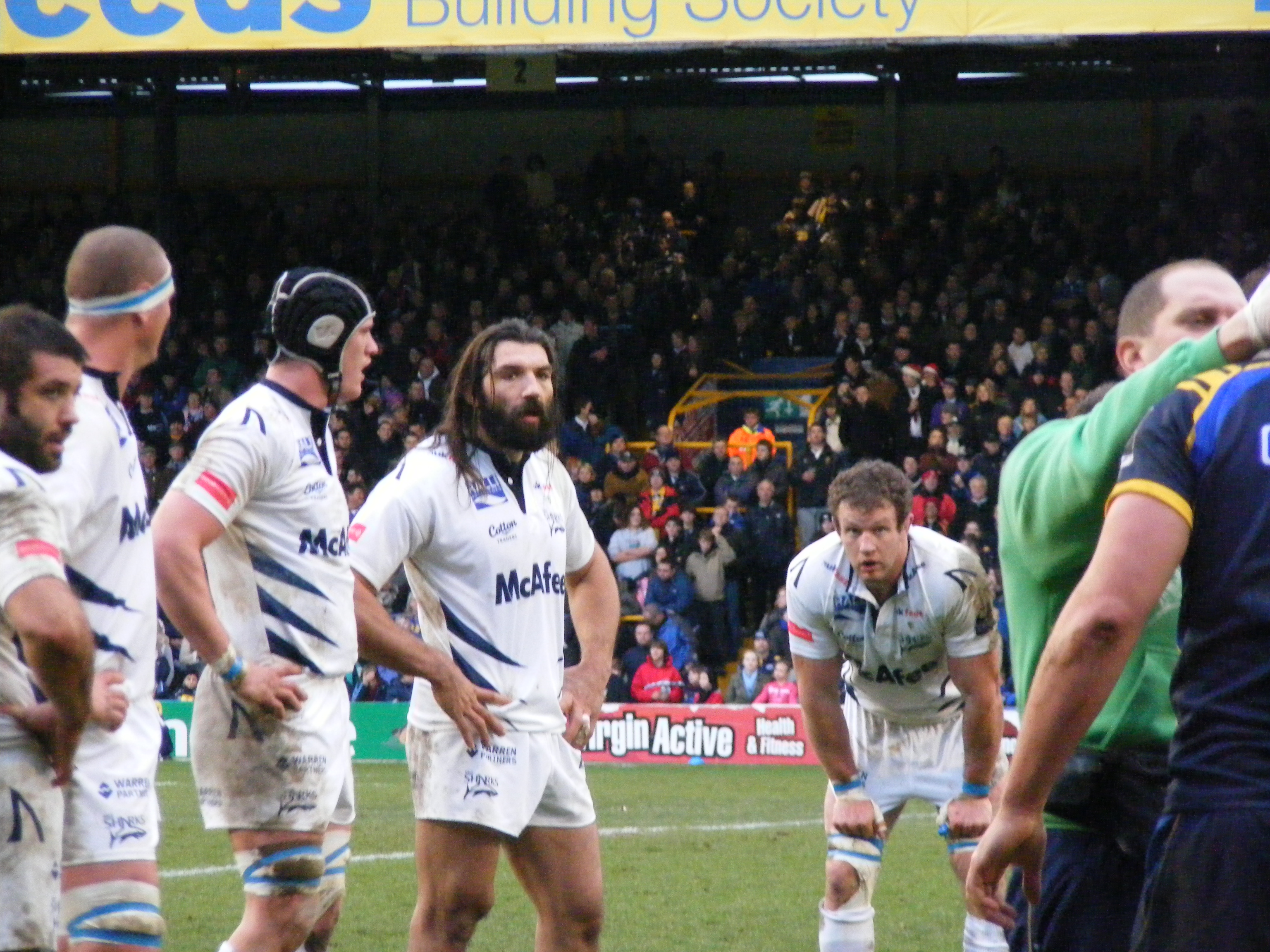
Les Sharks en Championnat d'Angleterre.

Après le retrait de Martin Johnson, Lawrence Dallaglio est nommé au poste de capitaine de l'équipe anglaise. Celle-ci commence le Tournoi des Six Nations 2004 par une victoire 9-50 en Italie avec sept essais inscrits et trois d'entre eux pour Jason Robinson, positionné au centre. Le XV de la rose gagne le match suivant puis il s'incine à domicile 13-19 contre l'Irlande. Jason Robinson redevient centre pour le match contre le pays de Galles, puis contre la France pour une défaite 21-24 qui voit les Bleus réussir le Grand Chelem. Imanol Harinordoquy et Dimitri Yachvili brillent, pas les coéquipiers de Jason Robinson.
Pour les matchs internationaux de l'automne 2004, Jason Robinson est désigné capitaine. C'est le premier joueur de couleur à être le capitaine du XV anglais, ainsi que le premier ancien joueur de rugby à XIII; il offre un festival offensif contre le Canada montrant l'exemple avec trois essais pour un score final de 70-0. Le match suivant contre les Springboks a plus valeur de test, c'est Charlie Hodgson qui brille, auteur de 27 points, pour une sixième victoire consécutive de la Rose contre l'Afrique du Sud.
Philippe Saint-André devient directeur sportif du club anglais au mois de mars 2004. Il est rejoint par Sébastien Chabal, son ancien joueur au CS Bourgoin-Jallieu. La saison 2004-2005 marque le retour au sommet des Sharks sous la houlette du technicien français. Lors des deux premières rencontres, Sale et Jason Robinson l'emportent contre les Leicester Tigers et les London Wasps, les deux équipes favorites pour le titre. Jason Robinson est le capitaine, il marque un essai contre Leicester. Le club anglais remporte le Challenge européen en battant la Section paloise sur un score large de 27-3. Les Sharks clôturent la saison à la troisième place du championnat. Les Sharks s'inclinent en demi-finale contre les London Wasps 43-22. Ils obtiennent leur ticket pour la Coupe d'Europe.
L'été 2005, Jason Robinson est sélectionné pour une tournée avec les Lions en Nouvelle-Zélande. Il joue arrière lors de la rencontre des Lions contre la Nouvelle-Zélande, perdu 21-3. Il est ailier lors du second test-match perdu 48-18. C'est Dan Carter qui brille en inscrivant deux essais, quatre transformations et cinq pénalités (trente-trois points), soit le meilleur total de points inscrits par un joueur contre les Lions. Le joueur de Sale ne participe donc pas au dernier match,. Il annonce sa retraite internationale en septembre 2005 à l'âge de 31 ans pour consacrer davantage de temps à sa famille.

### Champion d'Angleterre, finaliste de la Coupe du monde et fin de carrière, acte 2 (2006-2007)

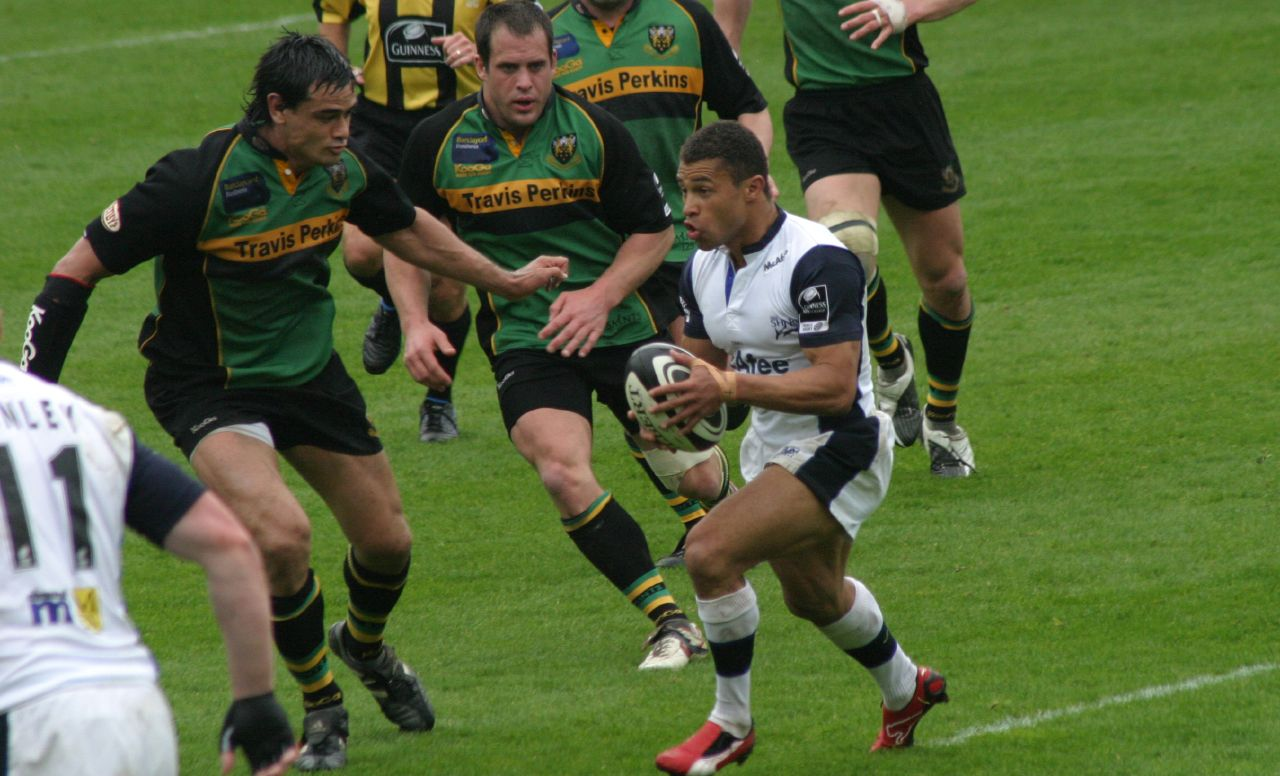
Jason Robinson au cours d'un match du championnat anglais entre les Northampton Saints et les Sale Sharks. Le match a lieu au Franklin's Garden le 6 mai 2006. Les Sharks l'emportent 36 à 34.

Quart de finaliste de la Coupe d'Europe de rugby à XV lors de la saison 2005-2006, Jason Robinson devient champion d'Angleterre 2005-2006 en compagnie notamment de Mark Cueto, Mark Taylor, Sébastien Chabal, Charlie Hodgson, Magnus Lund, Lionel Faure et Sébastien Bruno. Les Sale Sharks prennent leur revanche en demi-finale contre les London Wasps 22-12. Robinson perce à travers la défense adverse pour inscrire le seul essai sur un exploit individuel de 45 mètres. Sale enchaîne en battant en finale un autre favori, les Tigres de Leicester 45-20,. Les joueurs du capitaine Robinson sont champions.

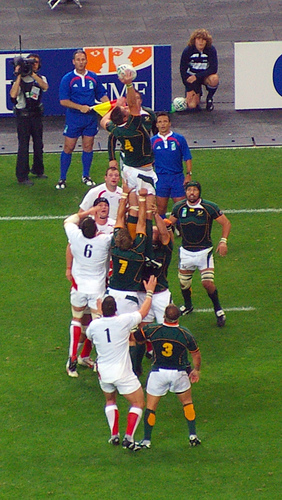
Jason Robinson et l'Angleterre sont dominés par l'Afrique du Sud.

En 2007 il décide de rejouer pour l'équipe d'Angleterre en vue de la Coupe du monde 2007 et d'arrêter sa carrière à la fin de la compétition. Jason Robinson retrouve l'équipe nationale anglaise pour disputer le Tournoi des Six Nations 2007 et fait un retour impressionnant lors du match contre l'Écosse, remporté 42-20 par l'Angleterre qui gagne ainsi la Calcutta Cup. Il marque deux essais. Lors du match suivant contre l'Italie, il marque un nouvel essai. Il ne joue pas contre l'Irlande à Croke Park un match perdu 43-13, puis revient contre la France pour une victoire 26-18, contre le pays de Galles. Le joueur de Sale termine meilleur marqueur d'essais du tournoi.
La fin de saison ne lui apporte aucun nouveau titre : Sale est éliminé de la Coupe d'Europe dès la phase de poules et le club anglais rate les play-offs du championnat d'Angleterre en terminant seulement dixième de la phase régulière.
Robinson est inclus dans l'équipe d'Angleterre partant en tournée et il est le capitaine lors du premier test-match, perdu 58-10 contre l'Afrique du Sud,. Il marque à nouveau lors du premier match de préparation à la Coupe du monde de rugby à XV 2007 contre le pays de Galles, remporté 62-5.
Il participe aux premiers matchs de Coupe du monde contre les États-Unis et l'Afrique du Sud avant de se blesser. Il fait son retour lors du quart de finale contre l'Australie, remporté 12-10. Il participe ensuite à la victoire en demi-finale contre la France, sur le score de 14-9,. Lors de la finale, le 20 octobre 2007 au Stade de France, l'Afrique du Sud remporte la Coupe Webb Ellis dans un match sans essai où Jonny Wilkinson marque deux pénalités, les seuls points anglais. Il est l'un des quatre joueurs à avoir participé aux finales des coupes du monde 2003 et 2007, les autres étant Phil Vickery, Jonny Wilkinson et Ben Kay.

## Carrière d'entraîneur
En fin de saison 2008-2009, Philippe Saint-André quitte Sale rejoint le RC Toulon et Jason Robinson est annoncé comme son successeur. « Oui, je suis probablement l'entraîneur le plus inexpérimenté du championnat » concède l'homme de trente-cinq ans. « J'ai de l'enthousiasme, beaucoup de savoir », avance-t-il. Pour la première journée de la saison 2009-2010, Sale l'emporte 15-12 sur le champion en titre, les Leicester Tigers. Après cinq journées, le club de Robinson compte trois défaites, une victoire et un nul, avec une défaite concédée à la maison contre Bath et un nul à Newcastle. Les Sharks battent Gloucester 28-23, l'emportent à Leeds. Avec trois victoires et quatre défaites, Sale compte alors 17 points, 9 de plus que le dernier Leeds.
Leeds s'impose en février 2010 19-10 à Sale, puis face à Northampton, les joueurs de Robinson enregistrent leur huitième défaite consécutive toutes compétitions confondues et deviennent la lanterne rouge du championnat, la dernière place synonyme de relégation. Le 19 mars 2010, Sale s'impose 18-9 contre les London Wasps et abandonne la dernière place. Contre les London Irish, une équipe en lutte pour les premières places, la défaite est lourde, 38-0. Le match contre Worcester à cinq rencontres de la fin du championnat est décisif et Sale domine Worcester 17-3. Et lors de l'avant-dernière journée, dans les duels de mal-classés, Leeds s'impose 12-10 contre Worcester assurant sa place en Premiership alors que Newcastle bat 32-30 Sale. Worcester est relégué, Sale sauvé. Le 28 avril 2010, Robinson annonce qu'il quitte l'encadrement du club, un an seulement après sa prise de fonction. Redevenu joueur dans le club de Fylde pour la saison 2010-2011 de National League One, il annonce à la fin de cette saison l'arrêt définitif de sa carrière de joueur. Il annonce également qu'il doit se faire opérer d'un genou.

## Palmarès

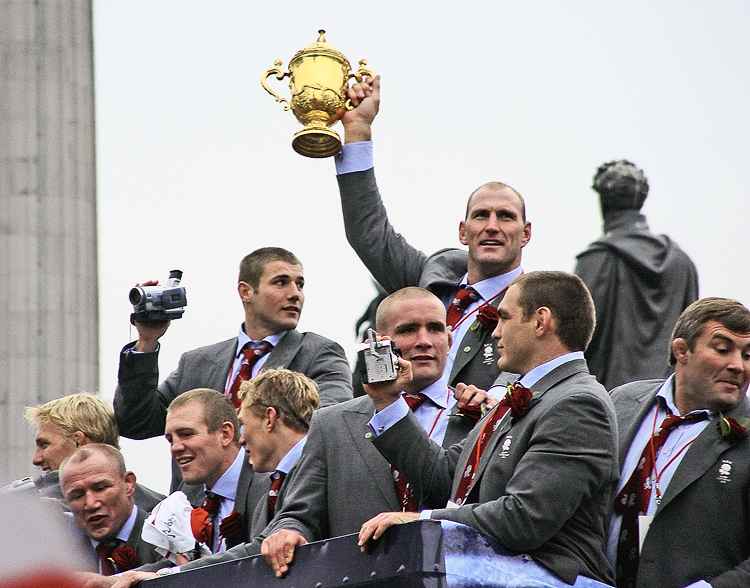
Triomphe pour les Anglais champions du monde en 2003.

### En club
Wigan Warriors
- Vainqueur de la Super League en 1998
- Vainqueur de la Challenge Cup en 1992, 1993, 1994 et 1995
- Vainqueur du World Club Challenge en 1994
- Finaliste de la Super League en 1996 et 2000
- Finaliste de la Challenge Cup en 1998
- Finaliste du World Club Challenge en 1992

Sale Sharks
- Vainqueur du Championnat d'Angleterre en 2006
- Vainqueur du challenge européen en 2002 et 2005
- Vainqueur du trophée des champions en 2006
- Finaliste de la coupe d'Angleterre en 2004

### En équipe nationale à XIII
Jason Robinson participe à une coupe du monde, avec un titre de vice-champion du monde 1995. Il remporte également un tournoi, la coupe d'Europe des nations en 1996.
| Édition          | Rang                   | Résultats Angleterre | Résultats J. Robinson | Matchs J. Robinson |
| Royaume-Uni 1995 | Vice-champion du monde | 3 v, 0 n, 1 d        | 3 v, 0 n, 1 d         | 4/4                |

Légende : v = victoire ; n = match nul ; d = défaite.

### En équipe nationale à XV
Jason Robinson participe à deux Coupes du monde, avec des titres de champion du monde 2003 et vice-champion du monde 2007. Il remporte également deux tournois en 2001, 2003, le dernier en réussissant enfin à réaliser le Grand Chelem.

#### Coupe du monde
| Édition        | Rang                   | Résultats Angleterre | Résultats J. Robinson | Matchs J. Robinson |
| Australie 2003 | Champion du monde      | 7 v, 0 n, 0 d        | 7 v, 0 n, 0 d         | 7/7                |
| France 2007    | Vice-champion du monde | 5 v, 0 n, 2 d        | 3 v, 0 n, 2 d         | 5/7                |

Légende : v = victoire ; n = match nul ; d = défaite.

#### Tournoi
| Édition                      | Rang | Résultats Angleterre | Résultats J. Robinson | Matchs J. Robinson |
| Tournoi des Six Nations 2001 | 1    | 4 v, 0 n, 1 d        | 3 v, 0 n, 1 d         | 4/5                |
| Tournoi des Six Nations 2002 | 2    | 4 v, 0 n, 1 d        | 3 v, 0 n, 1 d         | 4/5                |
| Tournoi des Six Nations 2003 | 1    | 5 v, 0 n, 0 d        | 4 v, 0 n, 0 d         | 4/5                |
| Tournoi des Six Nations 2004 | 3    | 3 v, 0 n, 2 d        | 3 v, 0 n, 2 d         | 5/5                |
| Tournoi des Six Nations 2005 | 4    | 2 v, 0 n, 3 d        | 0 v, 0 n, 3 d         | 3/5                |
| Tournoi des Six Nations 2007 | 3    | 3 v, 0 n, 2 d        | 3 v, 0 n, 1 d         | 4/5                |

Légende : v = victoire ; n = match nul ; d = défaite ; la ligne est en gras quand il y a Grand Chelem.

## Statistiques

### En club
Jason Robinson effectue la totalité de sa carrière à XIII avec les Wigan Warriors qu'il rejoint à l'âge de 17 ans. Il dispute 284 rencontres et marque 184 essais avec les The Cherry & Whites. Lors des sept saisons passées à XV avec les Sale Sharks, il dispute 160 matchs toutes compétitions confondues et inscrit 228 points. En particulier, il joue 27 matchs de coupe d'Europe (six essais inscrits) et 10 rencontres de challenge européen. Il évolue toujours au plus haut niveau du championnat national avec les deux clubs avec un statut de titulaire alors que ceux-ci sont composés de très nombreux internationaux.

### En équipe d'Angleterre de rugby à XIII
Entre 1995 et 1996, Jason Robinson dispute 6 matchs avec l'équipe d'Angleterre au cours desquels il marque 3 essais. Il participe à une Coupe du monde en 1995 pour un total de quatre rencontres disputées,.

### En équipe de Grande-Bretagne de rugby à XIII
Jason Robinson dispute 12 matchs et marque 8 essais.

### En équipe d'Angleterre de rugby à XV
Entre 2001 et 2007, Jason Robinson dispute 51 matchs avec l'équipe d'Angleterre au cours desquels il marque 28 essais. Il participe notamment à six Tournois des Six Nations et deux Coupes du monde (2003 et 2007) pour un total de douze rencontres disputées en deux participations,. Il est le capitaine du XV de la rose à sept reprises.

### Avec les Lions britanniques
Jason Robinson participe à deux tournées des Lions britanniques en 2001 et 2005 au cours desquelles il dispute onze matchs et marqué onze essais. Il dispute notamment cinq test matchs : trois contre l'Australie en 2001 et deux contre la Nouvelle-Zélande en 2005.

## Style, popularité et activités en dehors du rugby

### Style, reconnaissance et popularité

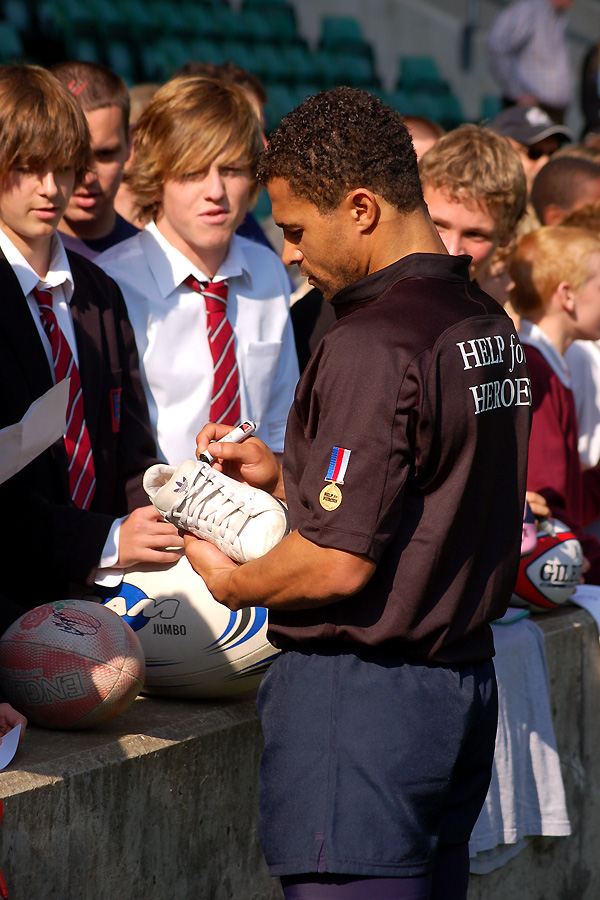
Séance d'autographes

Jason Robinson est l'arme ultime de l'équipe d'Angleterre. Il n'est pas très grand, l'arrière anglais est pourtant capable de faire basculer un match à lui seul («En un contre un, il est le meilleur du monde», assure l'ancien centre Jo Maso). Il est célèbre par ses accélérations foudroyantes, sa vitesse et ses crochets font merveille,. Il trépigne presque, change de pied, ce qui lui vaut le surnom de «Billy Whizz», d'après un héros de bande dessinée britannique The Beano. C'est un grand travailleur, un joueur attentif à l'entraînement, un joueur de classe et de qualité.
Avec une carrière unique dans le rugby anglais, Jason Robinson a reçu de nombreuses récompenses individuelles et marques de reconnaissance. Il est nommé membre de l'Empire britannique en 2003 pour avoir été membre de l'équipe d'Angleterre victorieuse en coupe du monde puis officier de l'Empire britannique en 2008 pour services rendus au sport comme capitaine de l'Angleterre et des Sharks. Dans le cadre des célébrations du centenaire du stade de Twickenham, il est intégré au Twickenham Wall of Fame, récompensant les cent meilleurs joueurs ayant marqué de leur empreinte l'histoire du stade, à l'occasion du test match entre l'Angleterre et l'Australie du 15 novembre 2008,. Il est l'un des cinq champions du monde anglais à figurer dans cette liste en compagnie de Martin Johnson, Neil Back, Lawrence Dallaglio et Richard Hill.

### Revenus, collaborations et activités en dehors du rugby
La professionnalisation du rugby à XV démarre en 1995 avec Jonah Lomu en fer de lance. Elle se poursuit et s'accentue dans les années 2000. Les sportifs voient alors leur statut évoluer et le monde du rugby à XV bascule vers un business de plus en plus important. Peu après ses débuts internationaux à XV contre l'Italie en 2001, il signe un contrat avec Cliff Bloxham, dirigeant d'Octagon UK, une agence spécialisée dans la gestion des intérêts des sportifs. Bloxham convainc Cadbury, groupe industriel britannique de confiseries et de boissons, de travailler avec Robinson. La campagne mondiale victorieuse de 2003 associée à un statut de vedette connue dans la « planète Ovalie », permet à Jason Robinson de négocier son contrat à la hausse avec des partenaires comme la banque HSBC, la société américaine Gillette Company spécialisée dans les produits d'hygiène.
L'année de la campagne mondiale triomphante, il publie son autobiographie intitulée Finding My Feet - My Autobiography qui sort dans les librairies anglophones au mois de septembre 2003.
Lors de sa première retraite, il s'occupe de sa ferme, d'élever des chevaux, des moutons et des poules dans une propriété familiale du nord-ouest de l'Angleterre. Il n'a même pas le téléphone, n'a pas le haut débit ou la téléphonie mobile. Il lit beaucoup la Bible et des livres chrétiens. La religion joue désormais un rôle majeur dans la vie de Robinson.

### Engagement envers une meilleure organisation du rugby à XIII au niveau international
Ayant été international à la fois en rugby à XIII et en rugby à XV, Jason Robinson appelle en 2018 la Rugby League International Federation (la Fédération internationale de rugby à XIII) à se fixer comme priorité le sport au niveau international, alors qu'elle semble privilégier les grands clubs. Il fait ainsi le constat que sur des périodes comparables, en raison d'un nombre bien moindre de tests matchs à XIII, il a été sélectionné cinquante et une fois dans l’équipe d'Angleterre de rugby à XV, cinq fois pour les Lions Britanniques, contre seulement douze fois pour l'équipe de Grande-Bretagne de rugby à XIII, et cinq fois seulement pour l’Équipe d'Angleterre de rugby à XIII. Selon lui, ce faible nombre de test-matchs à XIII est révélateur d'une moindre intérêt des instances internationales pour les test-matchs et tournées, qui sont au contraire privilégiées à XV.